# Frate

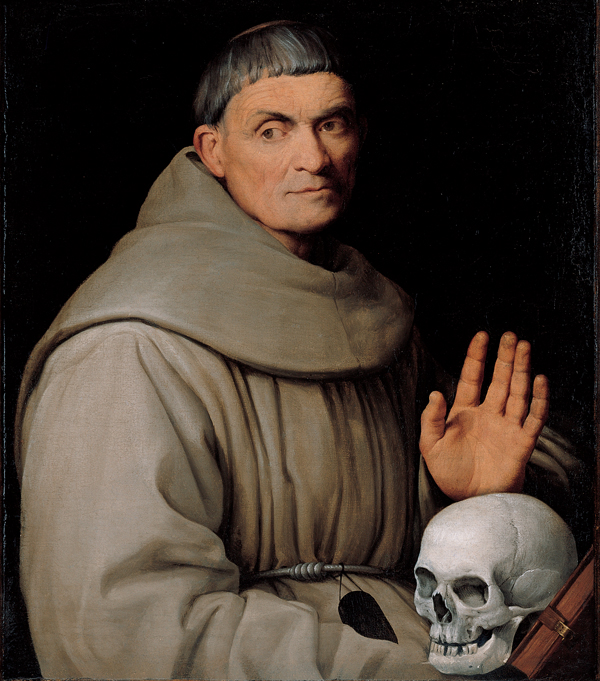
Ritratto di un frate francescano di Jacopo Bassano

Frate, o fra' (dal latino frater, fratris, in italiano fratello), termine arcaico ed aulico, si rinviene nell'uso poetico e soprattutto si è diffuso negli ordini religiosi nati nel Basso Medioevo: in particolare, il termine si è affermato nell'accezione religiosa con la nascita degli ordini mendicanti che, a partire dal XIII secolo, si aggiungono agli ordini  monastici e canonicali.
A differenza delle forme di vita monastica in cui l'accento è posto sulla solitudine come mezzo di santificazione e spazio di incontro con Dio, i mendicanti - generalmente - sottolineano la dimensione comunitaria e fraterna della vita religiosa, scoprendo in essa un veicolo di sempre maggiore conformazione a Cristo. Questo sostanzialmente motiva la scelta di un simile appellativo.
Il frate è un religioso che ha professato i voti di
- Castità
- Povertà
- Obbedienza

Non necessariamente è ordinato presbitero (cioè sacerdote) o diacono. L'appellativo stesso vuole essere segno di fraterna uguaglianza, all'interno di un ordine mendicante, tra membri sacerdoti e non.
Nel corso dei secoli, tuttavia, è invalso l'uso presso tali ordini di chiamare "padri" i frati presbiteri, probabilmente a partire da espressioni del popolo. A dispetto di questo uso verbale, l'unico titolo a mantenere valore giuridico presso i mendicanti è sempre stato "fra' " o "frate": i documenti di grande importanza sono sempre stati firmati, anche dai superiori generali e provinciali, con questo appellativo.
Oggi le famiglie del Primo Ordine francescano in particolare stanno cercando le vie per ripristinare, anche a livello canonico, la possibilità di eleggere superiore anche un frate non ordinato, oltre a rimettere nell'uso comune per tutti i religiosi l'appellativo originale.
Nella letteratura celebri esempi di personaggi letterari, che portano tale appellativo, sono fra Cristoforo e fra Galdino (ne I promessi sposi), nonché fra Tuck (in Robin Hood), Frate Cipolla e Frate Alberto (protagonisti di due novelle del Decameron di Giovanni Boccaccio), Guglielmo da Baskerville e il novizio Adso da Melk nel romanzo Il nome della rosa di Umberto Eco. Frate Alberigo fu un personaggio storico ricordato nella Divina Commedia, mentre Frate Lorenzo è un personaggio della tragedia shakespeariana Giulietta e Romeo. Il racconto del frate è una novella narrata da un frate nei Racconti di Canterbury di Chaucer (secolo XIV).
Ebbero l'appellativo di "frati" anche i primi seguaci di San Francesco d'Assisi, quali Frate Silvestro, Elia da Cortona, Egidio di Assisi. 
Apparteneva all'Ordine dei frati minori cappuccini François Leclerc du Tremblay, segretario e consigliere segreto del cardinale Richelieu, soprannominato "eminenza grigia".